# Полумаратон
Полумаратон је атлетска дисциплина у трчању половине дужине маратонске трке, 21,0975 km. Најчешће се трчи на путевима. Интересовање за полумаратоне и учешће у њима полако расте последњих година. Један од главних разлога за то је изазов дистанце, која не захтева толику посвећеност и издржљивост коју маратон захтева.
Уобичајено за полумаратоне да се одржавају истовремено са маратонима, користећи готово исту стазу од старта до циља.
Полумаратон није на програму међународних такмичења попут Олимпијских игара и Светским првенствима. ИААФ (Међународна асоцијација атлетских федерација) организује од 1992. сваке године Светско првенство у полумаратону, са изузетком 2006. и 2007. У тим годинама полумаратон је заменила трка на 20 км, али се 2008. полумаратон поновио вратио.
Полумаратон је данас спортска дисциплина са највећим растом броја учесника. Један од најважнијих разлога за ово јесте изазов који полумаратон представља, док уједно не захтева превелико улагање времена.

## Светски рекорди
Иако су такмичења у овој дисциплини одржавана и раније први светски рекорд у полумаратону ИААФ (Међународна атлетска федерација) је признала 1977. године. Тренутни рекорд код мушкараца је 58:23 минута а поставио га је Зерсенај Тадесе из Еритреје 21. марта 2010. на трци у Лисабону у Португалија. Код жена рекорд држи Мери Кејтани из Кеније резултатом 1:05:50, а постигнут је у Рас ал-Хаимаху, Уједињеним Арапским Емиратима 18. фебруара 2011.

## Листа најбољих резултата у полумаратону за мушкарце
Ово је листа атлетичара, који су полумаратон трчали брже од 58:46 минута са стањем на дан 22. април 2010. године.(Напомена: већина атлетичара је по неколико пута трчала у овом времену. Приказан је само најбољи резултат.)
| Пласман | Резултат | Име                   | Дат. рођ.           | Држава   | Место                                   | Датум               |
| ------- | -------- | --------------------- | ------------------- | -------- | --------------------------------------- | ------------------- |
| 1.      | 58:18    | Абрахамм Киптум       | 15. септембар 1989. | Кенија   | Валенсија, Шпанија                      | 28. октобар 2018.   |
| 2.      | 58:23    | Зерсенај Тадесе       | 8. фебруар 1982.    | Еритреја | Лисабон, Португалија                    | 21. март 2010.      |
| 3.      | 58:33    | Самјуел Ванџиру Камау | 10. новембар 1986.  | Кенија   | Ден Хаг, Холандија                      | 17. мај 2007.       |
| 3.      | 58,33    | Џемал Јимер Меконен   | 11. септембар 1996. | Етиопија | Валенсија, Шпанија                      | 28. октобар 2018.   |
| 5.      | 58,40    | Абрахам Чекобен       | 11. октобар 1986.   | Бахреин  | Копенхаген, Данска                      | 17. септембар 2017. |
| 6.      | 58,42    | Бедан Кароки          | 21. август 1990.    | Кенија   | Рас ел Хајма, Уједињени Арапски Емирати | 9. фебруар 2018.    |
| 6.      | 58,42    | Ерик Киптабуи         | 19. април 1985.     | Кенија   | Берлин, Немачка                         | 8. април 2019.      |
| 6.      | 58,42    | Стивен Кипроп         | 8. септембар 1999.  | Кенија   | Рас ел Хајма, Уједињени Арапски Емирати | 8. фебруар 2018.    |
| 9.      | 58,55    | Абади Хадис           | 6. новембар 1997.   | Етиопија | Валенсија, Шпанија                      | 20. октобар 2018.   |
| 10.     | 58,46    | Метју Кипкоеч Кисорио | 16. мај 1992.       | Кенија   | Филаделфија, САД                        | 18. септембар 2011. |
|         |          |                       |                     |          |                                         |                     |
| ≥ 3.334 | 1,02:11  | Јанко Бенша           | 1977.               | Србија   | Устер, Швајцарска                       | 28. септембар 1998. |

## Листа најбољих резултата у полумаратону за жене
Ово је листа атлетичарки, које су полумаратон трчале брже од 1:07:20 минута са стањем на дан 26. септембра 2011. године. (Напомена: већина атлетичарки је по неколико пута трчала у овом времену. Приказан је само најбољи резултат.)
| Пласман | Резултат | Име                  | Дат. рођ.           | Држава               | Место                                    | Датум               |
| ------- | -------- | -------------------- | ------------------- | -------------------- | ---------------------------------------- | ------------------- |
| 1       | 1:05:50  | Мери Кејтани         | 18. јануар 1982.    | Кенија               | Рас ал-Хаимах, Уједињени Арапски Емирати | 18. фебруар 2011.   |
| 1.      | 1:06:25  | Лорна Киплагат       | 1. мај 1974.        | Холандија            | Удине, Италија                           | 14. октобар 2007.   |
| 3.      | 1:06:44  | Елена Мајер          | 10. октобар 1966.   | Јужна Африка         | Токио, Јапан                             | 15. јануар 1999.    |
| 4.      | 1:06:47  | Пола Редклиф         | 17. децембар 1973.  | Уједињено Краљевство | Бристол, Уједињено Краљевство            | 7. октобар 2001.    |
| 5.      | 1:06:49  | Esther Wanjiru Maina | 27. март 1977.      | Кенија               | Токио, Јапан                             | 15. јануар 1999.    |
| 6.      | 1:07:07  | Елван Абејлегесе     | 11. септембар 1982. | Турска               | Рас ал-Хаимах, Уједињени Арапски Емирати | 19. фебруар 2010.   |
| 7.      | 1:06:49  | Кимберли Смит        | 19. новембар 1981.  | Нови Зеланд          | Филаделфија, САД                         | 18. септембар 2011. |
| 8.      | 1:07:13  | Маре Дибаба          | 20. октобар 1989.   | Етиопија             | Рас ал-Хаимах, Уједињени Арапски Емирати | 19. фебруар 2010.   |
| 9.      | 1:07:16  | Едит Масаи           | 4. април 1967.      | Кенија               | Берлин, Немачка                          | 2. април 2006.      |
| 10.     | 1:07:18  | Дире Туне            | 19. мај 1985.       | Етиопија             | Удине, Италија                           | 20. фебруар 2009.   |

## Рекорди — мушкарци
(стање 22. октобар 2009)
|     | Резултат | Име                 | Год. рођ          | Држава                  | Место                | Датум               |
| --- | -------- | ------------------- | ----------------- | ----------------------- | -------------------- | ------------------- |
| СР  | 58:23    | Зерсенај Тадесе     | 8. фебруар 1982.  | Еритреја                | Лисабон, Португалија | 21. март 2010.      |
| ЕР  | 59:52    | Fabián Roncero      | 19. октобар 1970. | Шпанија                 | Берлин, Немачка      | 1. април 2001.      |
| САР | 59:43    | Рајан Хал           | 14. октобар 1982. | Сједињене Државе        | Хјустон Тексас САД   | 14. јануар 2007.    |
| ЈАР | 59:33    | Марилсон дос Сантос | 6. август 1977.   | Бразил                  | Удине, Италија       | 14. октобар 2007.   |
| АФР | 58:23    | Зерсенај Тадесе     | 8. фебруар 1982.  | Еритреја                | Лисабон, Португалија | 21. март 2010.      |
| АЗР | 1:00:25  | Atsushi Sato        | 8. мај 1978.      | Јапан                   | Удине, Италија       | 14. октобар 2007.   |
| ОКР | 1:01:00  | Ли Труп             | 22. март 1973.    | Аустралија              | Токио, Јапан         | 15. мај 1999.       |
| РС  | 1:02:11  | Јанко Бенша         |                   | Србија · АК Соко, Врбас | Устер, Швајцарска    | 27. септембар 1998. |

## Рекорди — жене
(стање 22. октобар 2009)
|     | Резултат | Име             | Год. рођ           | Држава                     | Место                                    | Датум               |
| --- | -------- | --------------- | ------------------ | -------------------------- | ---------------------------------------- | ------------------- |
| СР  | 1:05:50  | Мери Кејтани    | 18. јануар 1982.   | Кенија                     | Рас ал-Хаимах, Уједињени Арапски Емирати | 18. фебруар 2011.   |
| ЕР  | 1:06:25  | Лорна Киплагат  | 1. мај 1974.       | Холандија                  | Удине, Италија                           | 14. октобар 2007.   |
| САР | 1:07:34  | Deena Kastor    | 14. фебруар 1973.  | Сједињене Државе           | Берлин Немачка                           | 2. април 2006.      |
| ЈАР | 1:11:15  | Силвана Переира |                    | Бразил                     | Флоријанополис, Бразил                   | 13. јули 1991.      |
| АФР | 1:05:50  | Мери Кејтани    | 18. јануар 1982.   | Кенија                     | Рас ал-Хаимах, Уједињени Арапски Емирати | 18. фебруар 2011.   |
| АЗР | 1:07:26  | Кајако Фукуши   | 25. март 1982.     | Јапан                      | Маругаме, Јапан                          | 5. фебруар 2006.    |
| ОКР | 1:06:49  | Кимберли Смит   | 19. новембар 1981. | Нови Зеланд                | Филаделфија, САД                         | 18. септембар 2011. |
| РС  | 1:09:18  | Оливера Јевтић  | 24. јули 1977.     | Србија · АК Младост, Ужице | Нови Сад, Србија                         | 13. март 2002.      |

Легенда:
СР: светски рекорд

ОР: олимпијски рекорд

ЕР: европски рекорд

САР: рекорд Северне Америке

ЈАР: рекорд Јужне Америке 

АФР: рекорд Африке

АЗР: рекорд Азије

ОКР: рекорд Океаније

РС: рекорд Србије

## Познати полумаратони
- Светско првенство у полумаратону
- Београдски полумаратон
- Велика северна трка
- Бристолски полумаратон
- Чикашки полумаратон
- Лисабонски маратон
- Њујоршки полумаратон
- Ротердамски полумаратон
- Стокхолмски полумаратон
- Варшавски полумаратон